# Franklin Avenue Shuttle

Franklin Avenue Shuttle

O Franklin Avenue Shuttle é um serviço de trânsito rápido do metrô de Nova Yorque, em operação no Brooklyn. Esta rota é co-extensivo com a linha BMT Franklin Avenue Line. Este serviço tem 4 estações em operação.